# 1967年朝鮮民主主義人民共和國地方選舉
朝鮮民主主義人民共和國第五屆的地方選舉在1967年11月30日舉行，以選出全國3305個道、18,673個市、郡及84,541個邑、面、洞和勞動者區的「人民代表」。最終，本屆的投票率和參選人當選率均達100%。

## 資料來源
1. ↑  East Gate Book (2003) North Korea Handbook: Yonhap News Agency Seoul, p126 ISBN 0765610043